# Eunidia hovorkai
Eunidia hovorkai là một loài bọ cánh cứng trong họ Cerambycidae.